# Oscar Wittenstein

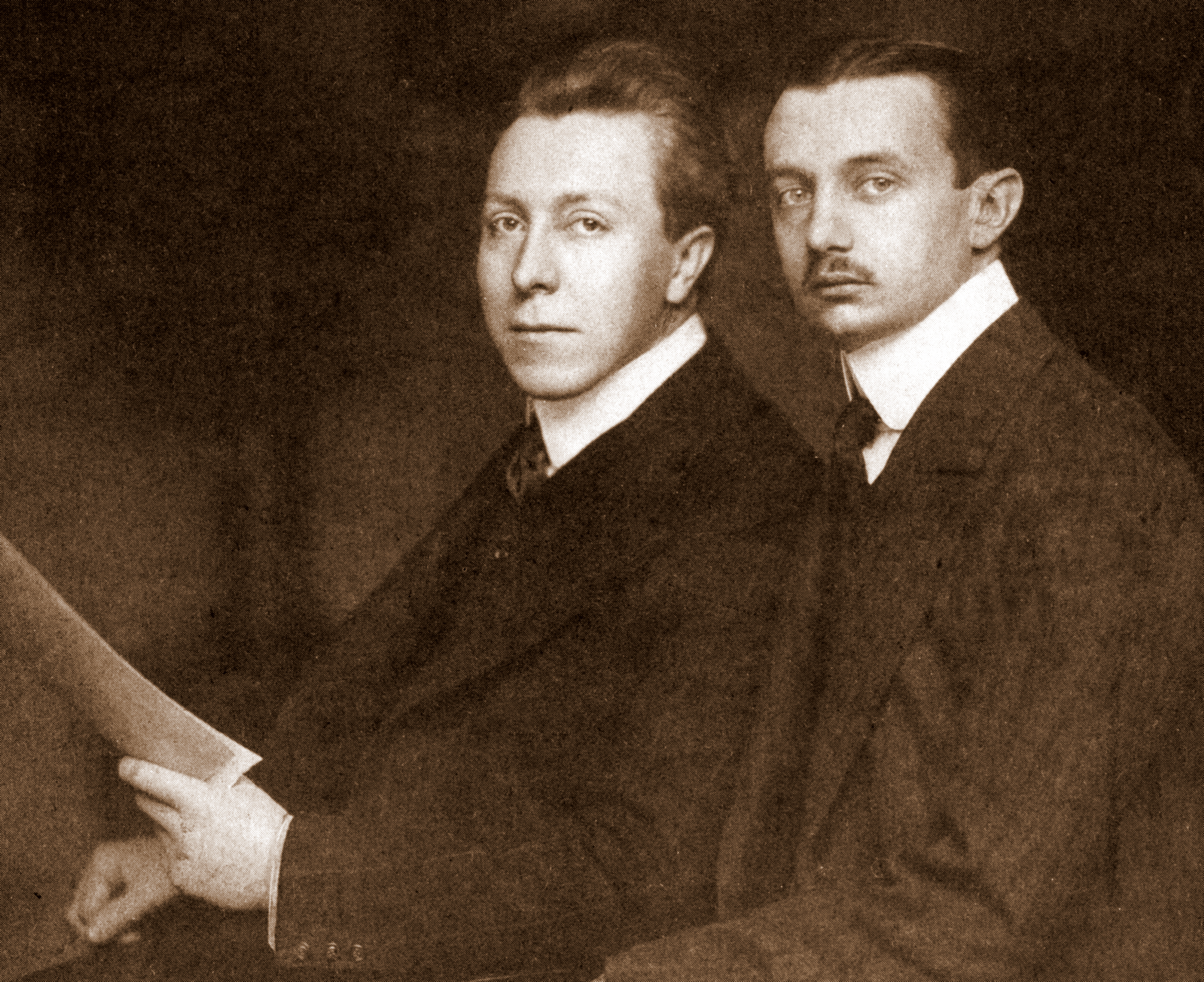
Oscar Wittenstein und Adolf Erbslöh (rechts). Beide initiierten 1908 zusammen mit Marianne von Werefkin sowie Alexej von Jawlensky die Gründung der Neuen Künstlervereinigung München (N.K.V.M.)

Oscar Jürgen Wittenstein, auch Oskar Jürgen Wittenstein (* 28. September 1880 in Barmen; †  3. September 1918 in Rudow bei Berlin) war ein deutscher Unternehmer, Kunstsammler und Flugpionier. Er war Mitinitiator und Gründungsmitglied der Neuen Künstlervereinigung München (N.K.V.M.) und wird auch in der Literatur zum Blauen Reiter erwähnt.

## Leben

### Familie und Werdegang

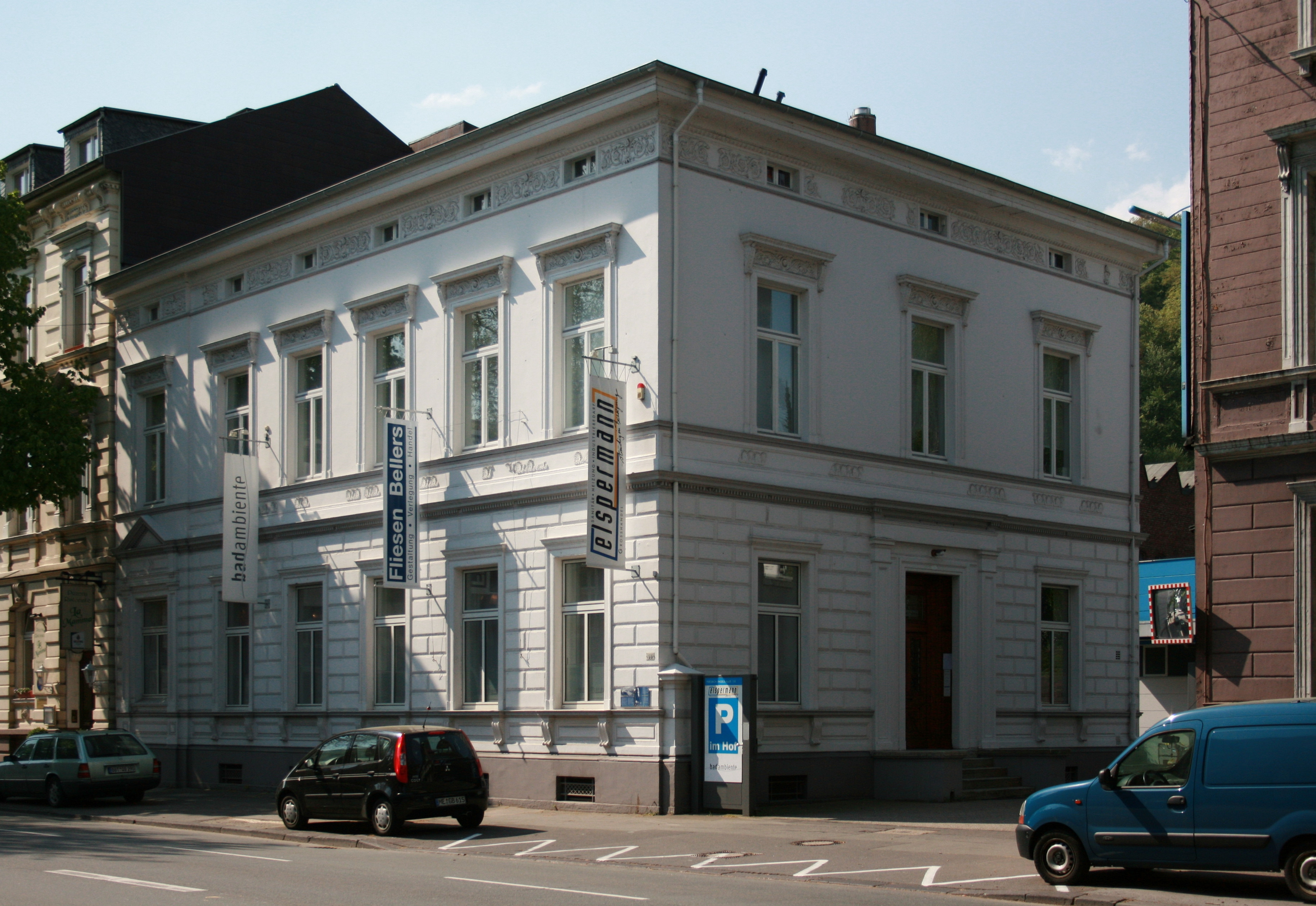
Die „Villa Wittenstein“ in Wuppertal-Unterbarmen

Oscar Wittenstein stammte aus einer alteingesessenen, wohlhabenden Kaufmannsfamilie aus Barmen. Sein Vater Eduard Gustav Wittenstein (1848–1909) war Inhaber der Garnfärberei G. Wittenstein-Troost. Seine Mutter Klara (geborene Boelling, 1856–1886) war die Tochter von Friedrich Engels’ Schwester Hedwig. Er wuchs in der „Villa Wittenstein“ in der heutigen Friedrich-Engels-Allee auf, einem repräsentativen, zweieinhalbgeschossigen Gebäude, das 1861 von seinem Großvater Gustav Wittenstein (1805–1883) errichtet und von seinem Vater um 1899 erweitert wurde.
Nach der Schulzeit besuchte Wittenstein die Handelsschule in Lausanne. Anschließend studierte er Chemie, Philosophie und Kunstgeschichte an der Universität Heidelberg, an der er 1903 promoviert wurde. 1904 wechselte er nach München, wo er zusammen mit seinem Freund und weitläufigem Verwandten, Adolf Erbslöh, eine gemeinsame Wohnung bezog. Er studierte Musik bei Max Reger. Als Anhänger von Goethe besuchte er auch Vorlesungen der Philosophie und deutschen Literatur an der Münchner Universität.
Wittenstein heiratete im Mai 1918 die Textilerbin Elisabeth Vollmöller (1887–1957). Ihr einziger Sohn Jürgen Wittenstein kam erst nach dem Tod des Vaters zur Welt, er schloss sich später der Widerstandsgruppe „Weiße Rose“ an. Elisabeth Wittenstein-Vollmöllers Schwester war die mit Hans Purrmann verheiratete Malerin Mathilde Vollmoeller-Purrmann.

### Wirken
1908 wurde im Salon der Marianne von Werefkin die Idee geboren, eine „neue Künstlervereinigung“ zu gründen. Außer Werefkin und dem „Tonkünstler“ Wittenstein waren Adolf Erbslöh und Alexej Jawlensky daran beteiligt. 1909 wurde Wittenstein eines von einundzwanzig Gründungsmitgliedern der Neuen Künstlervereinigung München (N.K.V.M.). Als im Februar 1911 sein Freund Erbslöh zum 1. Vorsitzenden der N.K.V.M. gewählt wurde, bestellte man „Dr. Oscar Wittenstein, Tonkünstler“ zu seinem Stellvertreter. Zu seiner Kunstsammlung gehörte unter anderem das um 1907 entstandene Gemälde Wasserburg am Inn von Alexej von Jawlensky.

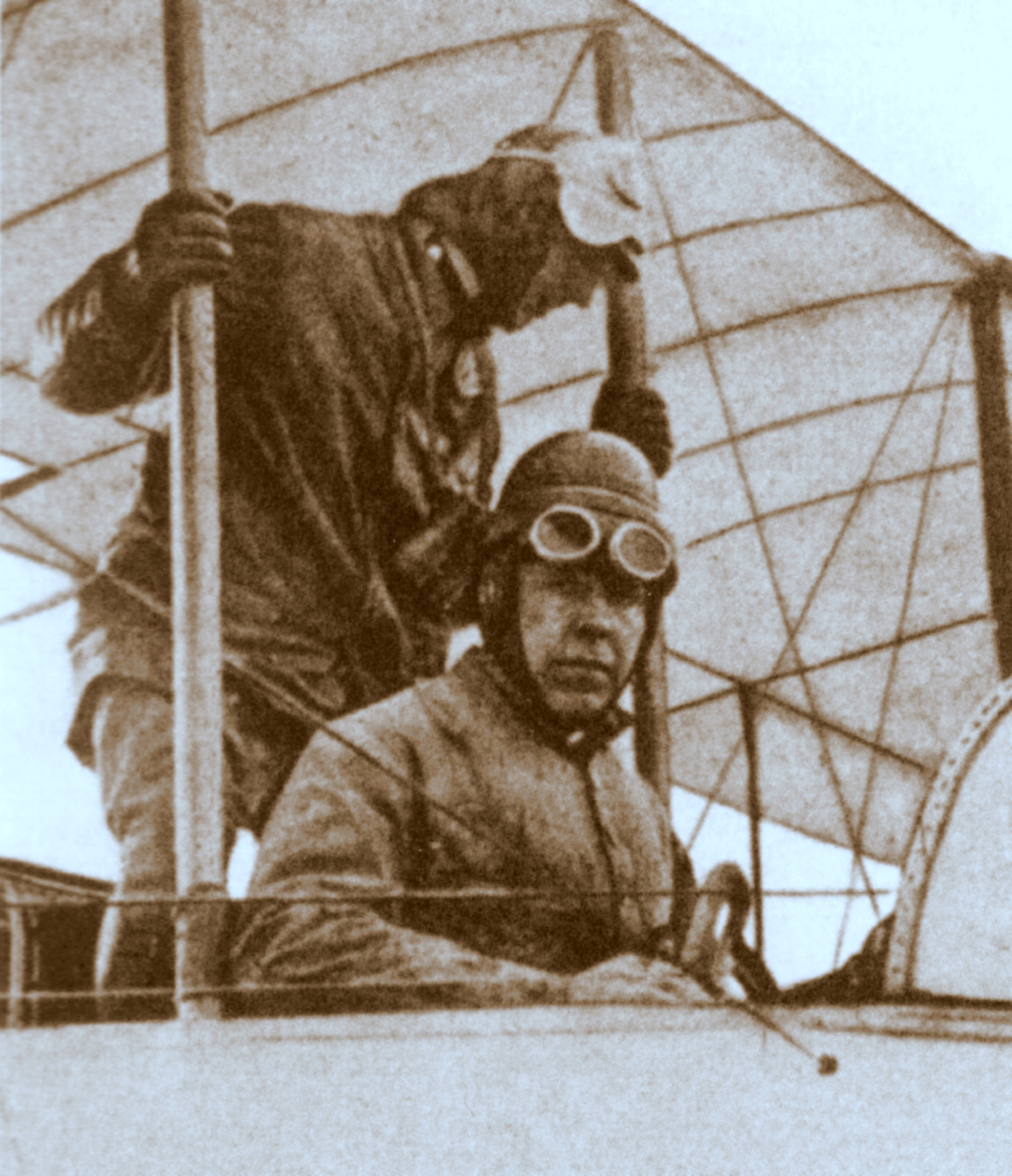
Oscar Wittenstein, um 1911

Parallel zu seinen musischen Aktivitäten ließ sich Wittenstein 1909 von den französischen Flugpionieren Henri und Maurice Farman zum Piloten ausbilden. Außerdem absolvierte er am 18. März 1911 eine Pilotenprüfung auf einem Farman-Doppeldecker auf dem Flugplatz Puchheim im Landkreis Fürstenfeldbruck. Sein „Deutscher Pilotenschein“ wurde am 29. April 1911 in München ausgestellt und trägt die Nummer 81. Als erster Mensch flog er über die Stadt München, er engagierte sich finanziell im ersten Verein für Luftschifffahrt.
1911 gründete Wittenstein zusammen mit Adolf Erbslöh das Flugwerk Deutschland in München und die Luftschiffbau-Gesellschaft Veeh m.b.H., so benannt nach dem Erfinder Albert Paul Veeh aus Apolda. 1910/1911 wurde ein Dreidecker mit gestaffelten Tragflächen gebaut, jedoch sind keine Flüge bekannt. Ebenfalls um 1911 wurde ein Eindecker mit einem 50-PS-Argus-Motor, zwei Höhenrudern und unbespanntem Stahlrohrrumpf herstellt, der 1911 geflogen sein soll. Aus finanziellen Gründen mussten sie die Firma bald wieder aufgeben. Wittenstein nahm an zahlreichen Flugwettbewerben teil, unter anderen auch mit dem Bruder seiner Frau Hans Robert Vollmöller. So startete er 1911 bei der ersten Austragung des Deutschlandfluges. Dr. Oskar-Jürgen Wittenstein flog ein Flugzeug vom Typ „M.Farman“, einen zweisitzigen Doppeldecker; Motor Renault mit 55 PS und Luftkühlung. Dr. Wittenstein war am 13. Juni 1911 wenige Minuten nach 7 Uhr zur zweiten Etappe von Magdeburg mit 176 Kilometer über Stendal, Wittenberge und Ludwigslust nach Schwerin, wo zeitgleich die 3. Mecklenburgische Landes.- Gewerbe und Industrieausstellung stattfand. Alles war für die Flieger mit ihren Flugapparaten zur Landung vorbereitet. Um 9.45 musste
der Pilot Dr. Wittenstein wegen des Bruchs einiger Holzteile und Motordefekts bei Hagenow landen. Der Weiterflug gegen 5 Uhr musste erneut
wegen Gewitterwolken auf der Uelitzer Feldmark zwischen Uelitz und Sülte unterbrochen werden. So bekamen die Uelitzer aus nächster Nähe etwa Stunde lang und ohne Eintrittsgeld ein Schauspiel zusehen, dass den meisten noch völlig neu war, es waren denn auch in kürzen das größte Ziel der Bewohner von Uelitz und mache aus Sülte, Lübesse und auch aus Rastow an der Landungsstelle versammelt, die den Luftschiffer nicht minder anstaunten als sein Luftschiff. Nach dem Aufstieg mit elegant ausgeführten Kurven erreichte Dr. Wittenstein mit seinem Passagier die Flugstation in Schwerin in ca. 8 Minuten. Probleme gab noch einmal bei der Landung um das Publikum nicht zu gefährden steuerte er sein Flugzeug nach rechts gegen ein Zelt, wodurch
das Höhenruder und die Tragfläche beschädigt wurden. Flieger und Passagier blieben unverletzt.
1916 war Wittenstein in München an der Konstruktion des Riesenflugzeugs AEG R.I beteiligt und galt als Angestellter der Firma. Das mit 4 × 260-PS-Daimler-Motoren zentral im Rumpf in zwei Reihen nebeneinander und einer Spannweite von 36 Meter bei 19 Länge ausgestattete Flugzeug stürzte am 3. September 1918 durch Triebwerkschaden ab, wobei sieben Personen, darunter der junge Fliegerleutnant Brückmann als Pilot, der Ingenieur Otto Reichardt (1885–1918) und Oskar Wittenstein den Tod fanden. Sein letzter militärischer Dienstgrad war Leutnant der Reserve.
Aus einem Schriftverkehr Wittensteins mit dem damaligen AEG-Direktor Walther Rathenau aus dem Jahr 1914 ist bekannt, dass er diesem das Typoskript seiner Schrift Von der Macht des Verstandes oder von der menschlichen Freiheit, das sich mit der Spinoza-Rezeption beschäftigte, zusandte.

## Schriften
- Gewinnung und Benutzung leerer Räume ohne Luftpumpe. Inaugural-Dissertation zur Erlangung der Doktorwürde einer hohen naturwissenschaftlich-math. Fakultät zu Heidelberg. Druck von J. Flörning, Heidelberg 1903.
- Von der Macht des Verstandes oder von der menschlichen Freiheit. Strecker & Schröder, Stuttgart 1921. Bearbeitet von Constantin Brunner (als unvollendetes Manuskript aus dem Nachlass, in 200 nummerierten Exemplaren gedruckt)